# Grand Prix Formule 1 van Spanje 1975
De Grand Prix Formule 1 van de Spanje 1975 werd gehouden op 27 april 1975 in Montjuïc.

## Verslag
De rijders die lid waren van de Grand Prix Drivers' Association waren razend dat de vangrails niet goed vastgeschroefd waren. De meeste rijders wilden niet deelnemen aan de oefenritten, op Jacky Ickx na.

### Kwalificatie
Personeel van het circuit werkte 's nachts door om zeker te zijn dat alles klaar was voor de kwalificatie op zaterdag, zelfs met de hulp van enkele mecaniciens. De coureurs waren echter niet overtuigd, maar doordat de organisatoren van de race met gerechtelijke stappen dreigden, besloten ze te racen. Ook het feit dat de Guardia Civil met stappen dreigde en de auto's in beslag wilde nemen, zorgen ervoor dat de rijders de staking stopzetten.
Emerson Fittipaldi reed slechts drie rondjes, het minimum, en keerde dan terug naar de pits. Niki Lauda kwalificeerde zich op de pole-position, met Clay Regazzoni naast zich.

### Race
Vittorio Brambilla reed bij de start tegen Mario Andretti. Andretti reed hiervoor op Lauda in, waardoor die inreed op Regazzoni. Lauda moest onmiddellijk opgeven, terwijl Regazzoni zijn wagen in de pits liet repareren. Patrick Depailler moest opgeven in de eerste ronde omwille van schade aan de ophanging. Wilson Fittipaldi en Arturo Merzario trokken zich uit protest terug.
Na de eerste bocht bleek James Hunt de leider. Andretti, die op de tweede plaats reed, kon nog doorrijden. John Watson reed op de derde plaats, Rolf Stommelen vierde, Brambilla vijfde en Carlos Pace zesde. In de vierde ronde blies Jody Scheckter zijn motor op en de olie die op het circuit terechtkwam, zorgde ervoor dat Alan Jones en Mark Donohue crashten. Drie ronden later ging ook Hunt van de baan. De top-3 was intussen Andretti, Watson en Stommelen. Watsons wagen had veel last van trillingen, waardoor de Brit moest opgeven. Andretti crashte zeven ronde later door ophangingsproblemen. Jean-Pierre Jarier en Brambilla maakten een pitstop, terwijl Tom Pryce en Tony Brise botsten. Hierdoor kwam Stommelen aan de leiding te liggen, voor Pace, Ronnie Peterson, Jochen Mass en Ickx. In ronde 24 moest Peterson opgeven na een botsing met François Migault.
Twee ronden later brak Stommelen zijn achtervleugel af en crashte hij in de vangrails. Hij ging in de vangrails, werd terug op de baan geslingerd en raakte de vangrail aan de andere kant van de baan. Hier werd hij over gekatapulteerd. Stommelen brak door de crash zijn been en pols, terwijl vier mensen (een brandweerman, fotograaf en twee toeschouwers) de dood vonden. Pace crashte toen hij probeerde Stommelen te vermijden.
De race duurde nog vier ronden, waarin Mass voorbij Ickx ging en de leiding overnam. In de 29ste ronde werd Mass uitgeroepen tot winnaar, Ickx tweede en Carlos Reutemann derde. Jarier werd vierde, Brambilla vijfde en Lella Lombardi zesde. Omdat de race slechts de helft van de race duurde, werd ook maar de helft van de punten toegekend.

## Uitslag
| Positie | Nr | Rijder                | Team            | Ronden | Tijd/Opgave      | Startplaats | Punten |
| ------- | -- | --------------------- | --------------- | ------ | ---------------- | ----------- | ------ |
| 1       | 2  | Jochen Mass           | McLaren-Ford    | 29     | 42:53.7          | 11          | 4½     |
| 2       | 6  | Jacky Ickx            | Lotus-Ford      | 29     | + 1.1            | 16          | 3      |
| 3       | 7  | Carlos Reutemann      | Brabham-Ford    | 28     | + 1 Ronde        | 15          | 2      |
| 4       | 17 | Jean-Pierre Jarier    | Shadow-Ford     | 28     | + 1 Ronde        | 10          | 1½     |
| 5       | 9  | Vittorio Brambilla    | March-Ford      | 28     | + 1 Ronde        | 5           | 1      |
| 6       | 10 | Lella Lombardi        | March-Ford      | 27     | + 2 Ronden       | 24          | ½      |
| 7       | 21 | Tony Brise            | Williams-Ford   | 27     | + 2 Ronden       | 18          |        |
| 8       | 18 | John Watson           | Surtees-Ford    | 26     | + 3 Ronden       | 6           |        |
| NC      | 11 | Clay Regazzoni        | Ferrari         | 25     | Niet geklasseerd | 2           |        |
| NF      | 22 | Rolf Stommelen        | Lola-Ford       | 25     | Ongeluk          | 9           |        |
| NF      | 8  | Carlos Pace           | Brabham-Ford    | 25     | Ongeluk          | 14          |        |
| NF      | 16 | Tom Pryce             | Shadow-Ford     | 23     | Ongeluk          | 8           |        |
| NF      | 5  | Ronnie Peterson       | Lotus-Ford      | 23     | Ophanging        | 12          |        |
| NF      | 31 | Roelof Wunderink      | Ensign-Ford     | 20     | Transmissie      | 19          |        |
| NC      | 23 | François Migault      | Lola-Ford       | 18     | Niet geklasseerd | 22          |        |
| NF      | 27 | Mario Andretti        | Parnelli-Ford   | 16     | Ophanging        | 4           |        |
| NF      | 14 | Bob Evans             | BRM             | 7      | Benzinesysteem   | 23          |        |
| NF      | 24 | James Hunt            | Hesketh-Ford    | 6      | Ongeluk          | 3           |        |
| NF      | 3  | Jody Scheckter        | Tyrrell-Ford    | 3      | Motor            | 13          |        |
| NF      | 28 | Mark Donohue          | Penske-Ford     | 3      | Ongeluk          | 17          |        |
| NF      | 25 | Alan Jones            | Hesketh-Ford    | 3      | Ongeluk          | 20          |        |
| NF      | 4  | Patrick Depailler     | Tyrrell-Ford    | 1      | Ongeluk          | 7           |        |
| WD      | 30 | Wilson Fittipaldi Jr. | Fittipaldi-Ford | 1      | Teruggetrokken   | 21          |        |
| WD      | 20 | Arturo Merzario       | Williams-Ford   | 1      | Teruggetrokken   | 25          |        |
| NF      | 12 | Niki Lauda            | Ferrari         | 0      | Ongeluk          | 1           |        |
| NS      | 1  | Emerson Fittipaldi    | McLaren-Ford    | 0      | Niet gestart     | 26          |        |

## Statistieken
| Pole-position | Niki Lauda     | Ferrari       | 1:23.4 |
| Snelste ronde | Mario Andretti | Parnelli-Ford | 1:25.1 |

## Noot
- Dit was het debuut van de Britse coureur Tony Brise, de Australische coureur (en toekomstig wereldkampioen) Alan Jones en de Nederlandse coureur Roelof Wunderink.
- Tiende pole position voor Niki Lauda.
- Dit was de tweede snelste ronde voor Mario Andretti en de eerste sinds de Grote Prijs van Zuid-Afrika van 1971 - 56 races ervóór. Daarmee verbrak Andretti het record van de grootste tijdspanne tussen twee snelste rondes in. Het oude record (53 Grands Prix zonder snelste ronde) stond op naam van Richie Ginther, gevestigd tussen de Grote Prijs van België van 1961 en de Grote Prijs van Mexico van 1966.
- Eerste rondes als raceleider voor Rolf Stommelen.
- Dit was de 25ste podiumplaats voor Jacky Ickx.
- Eerste rondes als raceleider en eerste Grand Prix-winst voor Jochen Mass.
- Lella Lombardi was de enige vrouw die ooit punten pakte in de Formule 1.

1913 · 1923 · 1926 · 1927 · 1933 · 1934 · 1935 · 1951 · 1954 · 1967 · 1968 · 1969 · 1970 · 1971 · 1972 · 1973 · 1974 · 1975 · 1976 · 1977 · 1978 · 1979 · 1980 · 1981 · 1986 · 1987 · 1988 · 1989 · 1990 · 1991 · 1992 · 1993 · 1994 · 1995 · 1996 · 1997 · 1998 · 1999 · 2000 · 2001 · 2002 · 2003 · 2004 · 2005 · 2006 · 2007 · 2008 · 2009 · 2010 · 2011 · 2012 · 2013 · 2014 · 2015 · 2016 · 2017 · 2018 · 2019 · 2020 · 2021 · 2022 · 2023 · 2024 · 2025 · 2026